# Ike & Tina Turner

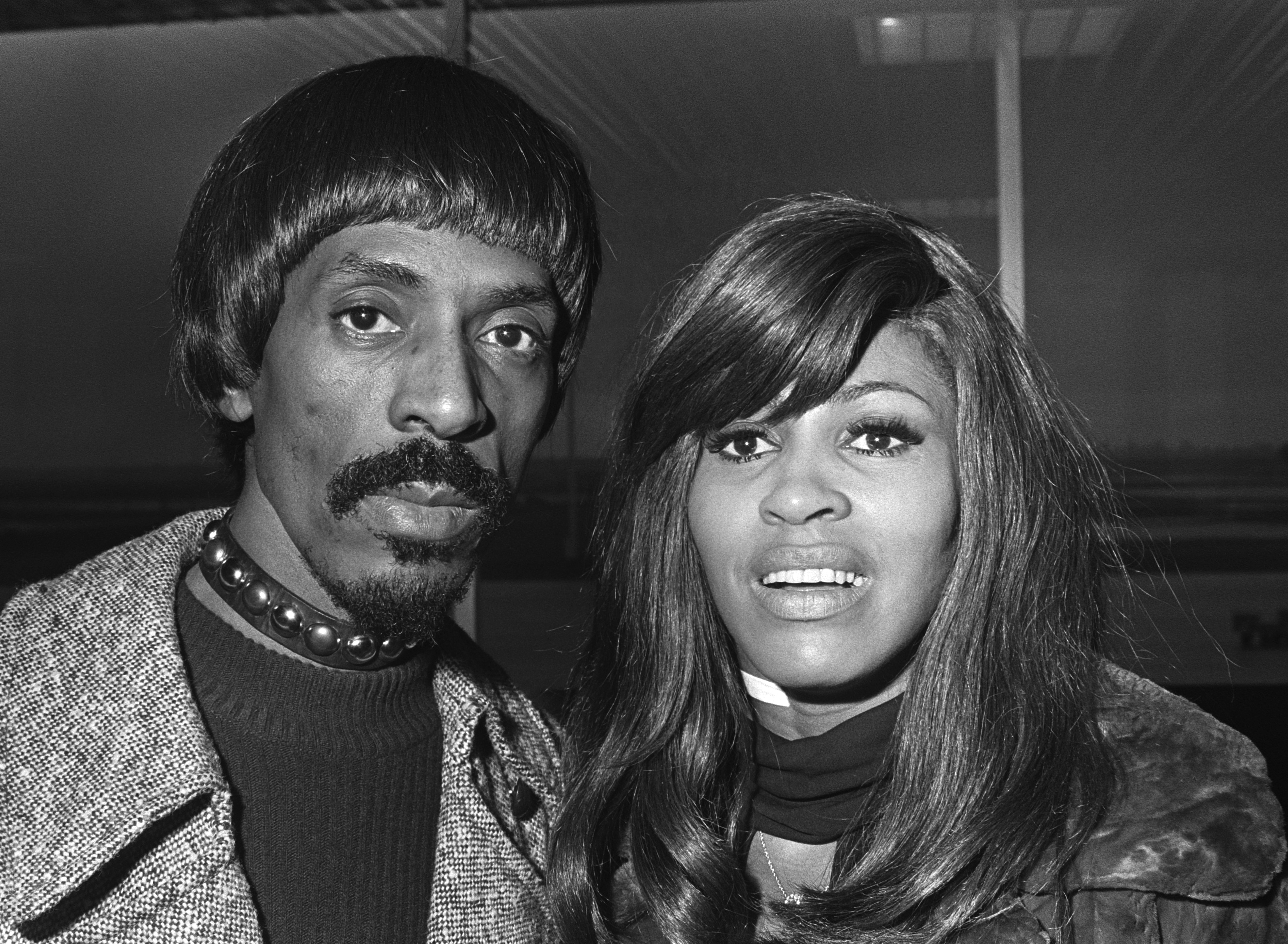
Ike & Tina Turner in den Niederlanden, 1971

Ike & Tina Turner waren ein US-amerikanisches R&B-Duo, das in den 1960er und frühen 1970er Jahren vor allem in den USA, mit einzelnen Hits aber auch in Europa erfolgreich war. Ike Turner und seine Ehefrau Tina Turner spielten vorwiegend Rock ’n’ Roll, Blues, Funk und Soul und tourten zusammen mit ihrer Band nahezu durchgehend bis 1975.

## Werdegang
Die Ursprünge des Duos liegen in Ike Turners Band Kings of Rhythm, die schon ab Anfang der 1950er Jahre bestand. 1956 lernte Ike die Gospelsängerin Anna Mae Bullock kennen. Anfänglich war sie nur Backgroundsängerin, trat aber mit der Zeit immer mehr in den Vordergrund. Sie hatte eine Affäre mit dem Saxophonisten Raymond Hill und wurde von ihm schwanger, doch statt ihn zu heiraten, zog sie bei Ike ein und heiratete ihn einige Jahre später (1962 in Tijuana). Er erfand auch ihren Künstlernamen Tina Turner. 1959 wollte er seinen Song A Fool in Love mit einem Sänger aufnehmen, der aber nicht im Studio erschien. Daraufhin übernahm seine Frau den Gesang. Als das Lied zum Hit wurde, benannten sie sich in Ike & Tina Turner um und traten von da an als die „Ike & Tina Turner Revue“ auf. In den R&B-Charts erreichte die Single Platz 2, in den offiziellen Popcharts Platz 27.

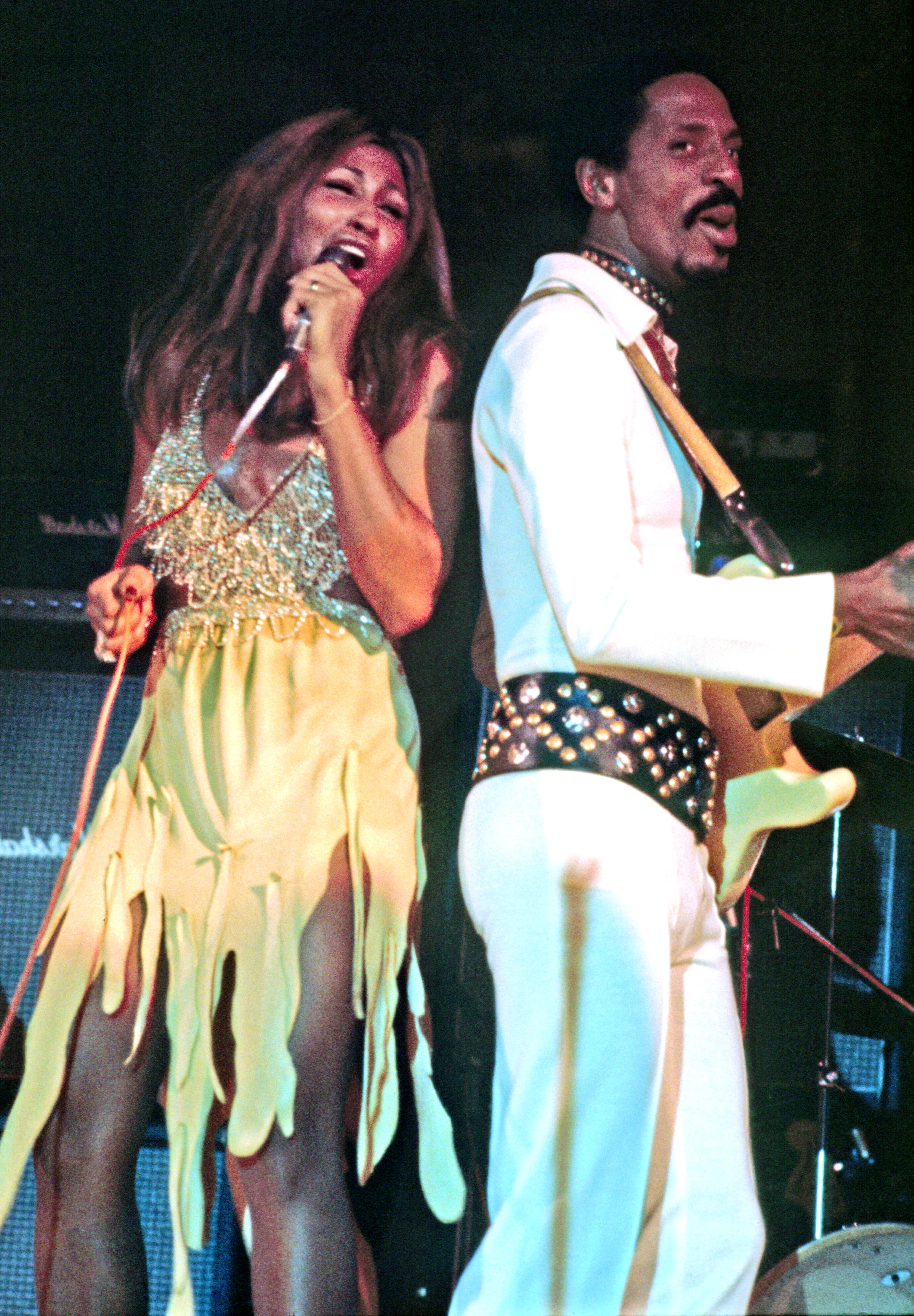
Ike & Tina Turner, Auftritt in Hamburg, 1972

Es folgte eine Reihe von Hits wie I Idolize You, Poor Fool und Tra La La La La, die Top-10-Hits in den R&B-Charts waren. Der größte Erfolg war It’s Gonna Work Out Fine mit Unterstützung des Duos Mickey & Sylvia, das 1961 in den Popcharts Platz 14 erreichte. Es brachte ihnen auch die erste Grammy-Nominierung für die beste Rock-&-Roll-Aufnahme. Ihre besondere Stärke waren aber die Liveauftritte und während die Singleerfolge nachließen, kamen sie 1965 mit einem Livealbum erstmals in die Albumcharts.
Mitte der 1960er Jahre war auch der Produzent Phil Spector auf sie aufmerksam geworden, der durch seine Wall of Sound bekannt geworden war. Er sah in der kräftigen, rauen Stimme von Tina Turner die ideale Ergänzung zu seinen dominierenden Musikklängen. Er konnte sie für den Song River Deep – Mountain High gewinnen, obwohl es nicht den bluesigen R&B-Klängen und den stimmlichen Anforderungen ihrer sonstigen Musik entsprach. Die Single erschien unter Ike & Tina Turner, dabei hatte Spector sogar dafür bezahlt, dass Ike bei der Aufnahme im Studio nicht dabei war und sich heraushielt. Das Lied ist zwar eines der bekanntesten des Duos, aber es erreichte damals nur Platz 88 und war gemessen an dem Produktionsaufwand in den USA ein Flop. Umso erfolgreicher war River Deep – Mountain High in Europa, wo es die beiden bekannt machte und den Grundstein für den späteren Erfolg von Tina Turner legte. In den britischen Charts stieg das Lied bis auf Platz 3 und zog noch zwei weitere Hits nach sich, die nur in England in die Charts kamen. Erst nachträglich bekam das Lied auch in den USA seine wirkliche Anerkennung: 1999 wurde es in die Grammy Hall of Fame aufgenommen und 2004 auf Platz 33 der besten Songs aller Zeiten (Liste des Rolling Stone) gewählt.
In den USA dauerte es bis 1969 bis dem Duo wieder mit eigener Musik ein Erfolg gelang. Sie waren zwar regelmäßig in den Charts, ein großer Hit war aber nicht dabei. Im selben Jahr gingen sie erfolgreich als Vorband mit den Rolling Stones auf Tour. Dies hatte auch Auswirkungen auf ihre musikalische Ausrichtung. Sie nahmen Honky Tonk Women und den Beatles-Song Come Together auf und waren damit recht erfolgreich. Eine weitere Coverversion, der Song I Want to Take You Higher von Sly & the Family Stone, brachte sie wieder in die Top 40. Schließlich nahmen sie 1971 das Lied Proud Mary von John Fogerty und seiner Band Creedence Clearwater Revival auf. Es wurde die erfolgreichste Aufnahme von Ike & Tina Turner in den USA, sie war ein Millionenseller und kam auf Platz 4 der offiziellen Charts. Außerdem wurde sie mit einem Grammy für die beste R&B-Darbietung ausgezeichnet. Das Album Workin’ Together und die Live-Ausgabe What You Hear Is What You Get, die beide den Song enthielten, erreichten jeweils Platz 25, ihre mit Abstand besten Platzierungen in den offiziellen Albumcharts. Auch gab es eine weitere Goldene Schallplatte. International waren das Lied und die Alben ebenfalls erfolgreich.

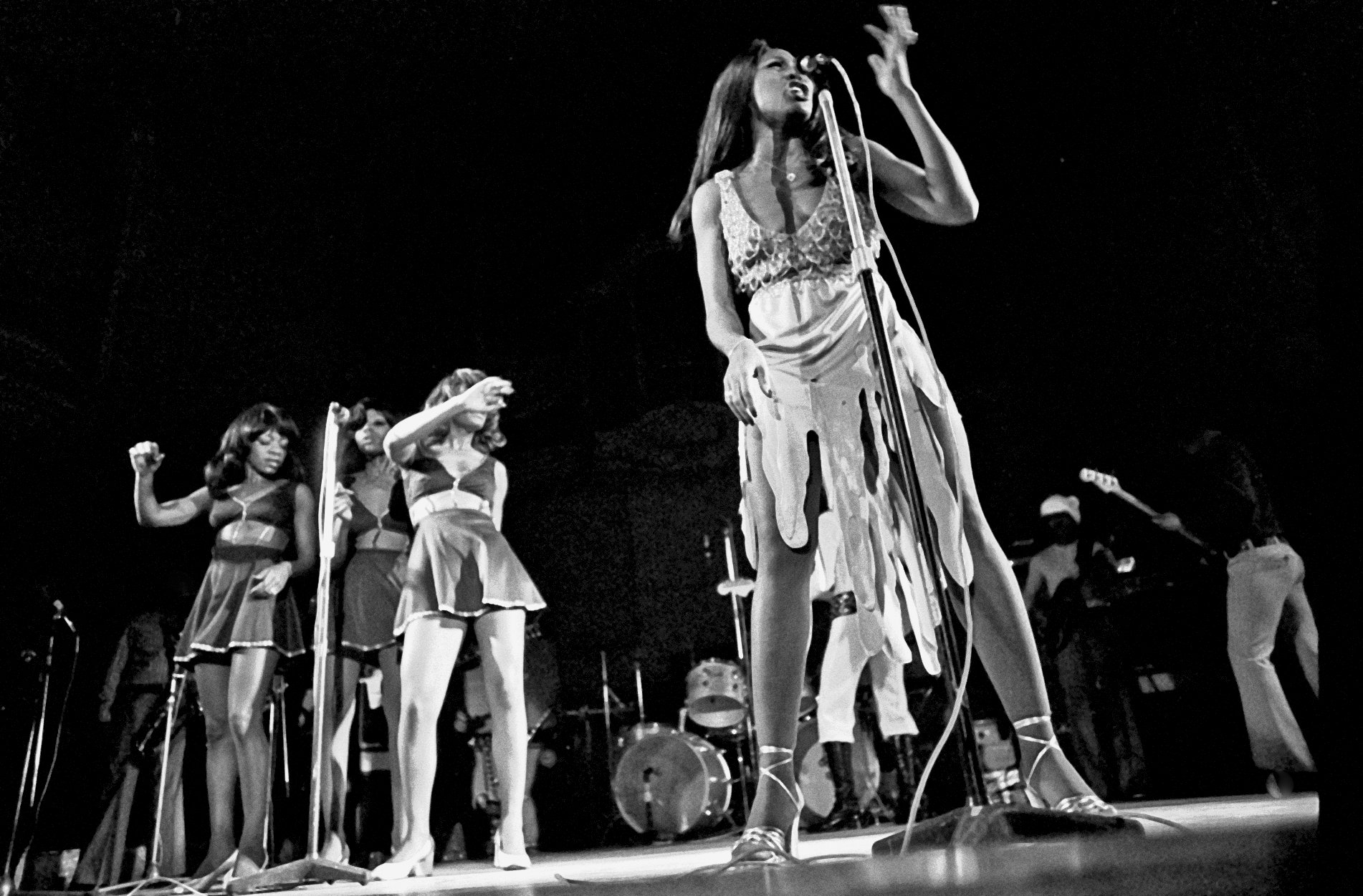
Tina Turner, noch mit Ike Turner, Musikhalle Hamburg, November 1972

Trotzdem kehrten sie danach wieder zu eigenen Songs zurück. Zunehmend tat sich dabei auch Tina Turner als Songwriterin hervor. Nach einigen kleineren Hits erschien 1973 Nutbush City Limits. Tina hatte das Lied in Erinnerung an ihre Heimatstadt Nutbush in Tennessee geschrieben. In den USA war es mit Platz 22 immerhin ihr dritterfolgreichstes Lied in den Popcharts. In Europa war es ein Tophit mit Top-5-Platzierungen in Deutschland, der Schweiz und Großbritannien und sogar Platz 1 in Österreich.
Es war ihr letzter großer gemeinsamer Erfolg. Schon bei seiner Band war Ike Turner dominant gewesen, wollte alles kontrollieren und griff hart durch. In der Ehe mit Tina traf das seine Frau. Dazu kamen in den 1960er Jahren Alkohol und Kokain. Tina Turner berichtete später in ihrer Autobiografie von physischer und sexueller Gewalt, die sie 1968 an den Rand des Selbstmords getrieben habe. Bis in die 1970er Jahre hinein blieb sie trotzdem bei Ike, bevor offenbar eine Auseinandersetzung zu viel dazu führte, dass sie 1976 schließlich davonlief. Damit schloss sie mit allem ab, was mit Ike & Tina Turner zu tun hatte. 1978 wurde ihre Ehe geschieden.
Tina begann danach eine Solokarriere, mit der sie nach einigen Fehlschlägen in den 1980er Jahren in die Erfolgsspur zurückfand. Ike machte eine längere Krise durch, besonders seine Drogenprobleme holten ihn immer wieder ein. 1991 wurde das Duo in die Rock and Roll Hall of Fame aufgenommen. Sie trafen sich aber nicht bei der Verleihung, weil Ike Turner zu der Zeit gerade im Gefängnis saß. In den 2000er Jahren konnte er noch einige Erfolge als Bluesmusiker feiern, bevor er 2007 im Alter von 76 Jahren starb.

## Diskografie
Studioalben

| Jahr | Titel Musiklabel Katalog-Nr.                 | Höchstplatzierung, Gesamtwochen, AuszeichnungChartplatzierungen (Jahr, Titel, Musiklabel Katalog-Nr., Platzierungen, Wochen, Auszeichnungen, Anmerkungen) | Höchstplatzierung, Gesamtwochen, AuszeichnungChartplatzierungen (Jahr, Titel, Musiklabel Katalog-Nr., Platzierungen, Wochen, Auszeichnungen, Anmerkungen) | Höchstplatzierung, Gesamtwochen, AuszeichnungChartplatzierungen (Jahr, Titel, Musiklabel Katalog-Nr., Platzierungen, Wochen, Auszeichnungen, Anmerkungen) | Höchstplatzierung, Gesamtwochen, AuszeichnungChartplatzierungen (Jahr, Titel, Musiklabel Katalog-Nr., Platzierungen, Wochen, Auszeichnungen, Anmerkungen) | Höchstplatzierung, Gesamtwochen, AuszeichnungChartplatzierungen (Jahr, Titel, Musiklabel Katalog-Nr., Platzierungen, Wochen, Auszeichnungen, Anmerkungen) | Höchstplatzierung, Gesamtwochen, AuszeichnungChartplatzierungen (Jahr, Titel, Musiklabel Katalog-Nr., Platzierungen, Wochen, Auszeichnungen, Anmerkungen) | Anmerkungen                |
| Jahr | Titel Musiklabel Katalog-Nr.                 | DE | AT | CH | UK | US | R&B | Anmerkungen                |
| ---- | -------------------------------------------- | --- | --- | --- | --- | --- | --- | -------------------------- |
| 1969 | Outta Season Blue Thumb BTS-5                | — | — | — | — | US91 (12 Wo.)US | R&B43 (7 Wo.)R&B | Erstveröffentlichung: 1969 |
| 1969 | River Deep – Mountain High Philles PHLP-4011 | — | — | — | UK27 (1 Wo.)UK | US102 (8 Wo.)US | R&B28 (14 Wo.)R&B | aufgenommen 1966           |
| 1970 | The Hunter Blue Thumb BTS-11                 | — | — | — | — | US176 (3 Wo.)US | R&B49 (2 Wo.)R&B | Erstveröffentlichung: 1969 |
| 1970 | Come Together Liberty LST-7637               | — | — | — | — | US130 (19 Wo.)US | R&B13 (20 Wo.)R&B | Erstveröffentlichung: 1970 |
| 1970 | Workin’ Together Liberty LST-7650            | DE12 (5 Wo.)DE | — | — | — | US25 (38 Wo.)US | R&B3 (47 Wo.)R&B | Erstveröffentlichung: 1970 |
| 1971 | ’Nuff Said United Artists UAS-5530           | — | — | — | — | US108 (10 Wo.)US | R&B21 (9 Wo.)R&B | Erstveröffentlichung: 1971 |
| 1972 | Feel Good United Artists UAS-5598            | — | — | — | — | US160 (9 Wo.)US | R&B28 (4 Wo.)R&B | Erstveröffentlichung: 1972 |
| 1973 | Nutbush City Limits United Artists UAS-7061  | DE21 (4 Wo.)DE | AT4 (12 Wo.)AT | — | — | US163 (6 Wo.)US | R&B21 (14 Wo.)R&B | Erstveröffentlichung: 1973 |

grau schraffiert: keine Chartdaten aus diesem Jahr verfügbar
Weitere Studioalben
| - 1961: The Soul of Ike & Tina Turner - 1961: The Sound of Ike & Tina Turner - 1962: Dance with Ike & Tina Turner’s Kings of Rhythm - 1963: Don’t Play Me Cheap - 1963: Dynamite! - 1964: It’s Gonna Work Out Fine - 1965: Ike & Tina Show 2 - 1966: Ike & Tina Turner and the Raelettes - 1968: So Fine - 1969: Get It Together - 1969: Her Man, His Woman - 1970: On Stage | - 1971: Something’s Got a Hold on Me - 1972: Let Me Touch Your Mind - 1974: Strange Fruit - 1974: Sweet Rhode Island Red - 1974: The Gospel According to Ike and Tina - 1977: Delilah’s Power - 1978: Airwaves - 1980: The Edge - 1995: Jazz & Blues - 2002: Funkier Than a Mosquito’s Tweeter - 2007: Feel Good/Nutbush City Limits - 2008: The Archive Series Volumes 1–6 |

## Auszeichnungen
Grammy Awards
- 1972: Beste R&B-Darbietung eines Duos oder einer Gruppe mit Gesang für Proud Mary
- Nominierungen:
  - 1962: Beste Rock-&-Roll-Aufnahme für It’s Gonna Work Out Fine
  - 1975: Beste Soul-Gospel-Darbietung für The Gospel According to Ike and Tina

Grammy Hall of Fame
- 1999: River Deep – Mountain High
- 2003: Proud Mary

Rock and Roll Hall of Fame
- Ike & Tina Turner (aufgenommen 1991)

### Musikbeispiele
- Ike & Tina Turner: Bold Soul Sister auf YouTube
- Ike & Tina Turner: Proud Mary (Beat-Club, 1971) auf YouTube
- Ike & Tina Turner: Rivers Deep, Mountain High (Beat-Club, 1971) auf YouTube
- Ike & Tina Turner: Nutbush City Limits (Musikladen, 1973) auf YouTube